# Matanzas (tỉnh)
Matanzas là một tỉnh Cuba. Các thị xã chính gồm Cárdenas, Jovellanos và thủ phủ có cùng tên Matanzas. Đây là một trong các tỉnh công nghiệp hóa nhất của Cuba với các mỏ dầu, nhà máy lọc dầu, bể chứa, 21 nhà máy đường.

## Địa lý
Là tỉnh lớn thứ nhì Cuba, Matanzas có địa hình chủ yếu bằng phẳng, điểm cao nhất là Pan de Matanzas chỉ cao 380m trên mực nước biển.
Bờ biển tây bắc phần lớn là đá với vài bãi biển còn bờ biển đông bắc thì có các cay nhỏ (một phần của quần đảo Sabana-Camaguey).

## Các khu tự quản
Matanzas được chia thành 14 khu tự quản.
| Tên gọi           | Dân số (2004) | Diện tích (km²) | Vị trí                                        | Ghi chú     |
| ----------------- | ------------- | --------------- | --------------------------------------------- | ----------- |
| Calimete          | 29736         | 958             | 22°32′2″B 80°54′35″T / 22,53389°B 80,90972°T  |             |
| Cárdenas          | 103087        | 566             | 23°02′34″B 81°12′13″T / 23,04278°B 81,20361°T |             |
| Cienaga de Zapata | 8750          | 4320            | 22°17′17″B 81°11′51″T / 22,28806°B 81,1975°T  | Playa Larga |
| Colón             | 71579         | 597             | 22°43′21″B 80°54′23″T / 22,7225°B 80,90639°T  |             |
| Jagüey Grande     | 57771         | 882             | 22°31′46″B 81°07′57″T / 22,52944°B 81,1325°T  |             |
| Jovellanos        | 58685         | 505             | 22°48′38″B 81°11′52″T / 22,81056°B 81,19778°T |             |
| Limonar           | 25421         | 449             | 22°57′22″B 81°24′31″T / 22,95611°B 81,40861°T |             |
| Los Arabos        | 25702         | 762             | 22°44′24″B 80°42′57″T / 22,74°B 80,71583°T    |             |
| Martí             | 23475         | 1070            | 22°57′9″B 80°55′0″T / 22,9525°B 80,91667°T    |             |
| Matanzas          | 143706        | 317             | 23°03′5″B 81°34′30″T / 23,05139°B 81,575°T    | Tỉnh lỵ     |
| Pedro Betancourt  | 32218         | 388             | 22°43′50″B 81°17′27″T / 22,73056°B 81,29083°T |             |
| Perico            | 31147         | 278             | 22°46′31″B 81°00′54″T / 22,77528°B 81,015°T   |             |
| Unión de Reyes    | 40022         | 856             | 22°48′2″B 81°32′13″T / 22,80056°B 81,53694°T  |             |

Nguồn: Dân số theo điều tra năm 2004. Area from 1976 municipal re-distribution.

## Dân số
Năm 2004, tỉnh Matanzas  có dân số 675.980 người. với tổng diện tích 11.802,72 km² (4.557,1 mi²), mật độ dân số là 57,3người/km² (148,4người/sq mi).